# Phare de Porto Torres
Le phare de Porto Torres (Italien :Faro di Porto Torres) est un phare situé sur le Monte Angellu qui domine le port de Porto Torres, dans le golfe d'Asinara, dans la province de Sassari (Sardaigne), en Italie.

## Histoire
Le premier phare a été établi en 1855 avec une lumière sur une tour octogonale massive de 20 m de haut, construit en 1325 par la volonté de l'amiral aragonais Carroz qui avait conquis la région à cette époque. le phare avait un rôle d'observation et de protection de la ville placé, à l'époque, sur Monte Agellu.
Celui-ci a été désactivé en 1966 et remplacé par un nouveau phare plus moderne. Le phare est entièrement automatisé et géré par la Marina Militare.

## Description
Le phare  se compose d'une tourelle en maçonnerie avec trois balcons semi-circulaires surmontant une maison de gardiens de deux étages de 45 m de haut, avec galerie et lanterne. La totalité du bâtiment est peint en blanc et le dôme de la lanterne est gris métallisé. Il émet, à une hauteur focale de 45 m, deux longs éclats blancs toutes les 10 secondes. Sa portée est de 16 milles nautiques (environ 30 km).
Identifiant : ARLHS : SAR033 ; EF-1437 - Amirauté : E1138 - NGA : 8216 .

## Caractéristique dufeu maritime
Fréquence : 10 secondes (W)
- Lumière : 2 secondes
- Obscurité : 2 secondes
- Lumière : 2 secondes
- Obscurité : 4 secondes

|          |
| Le phare |

|             |
| La lanterne |

### Lien connexe
- Liste des phares de la Sardaigne